# Lophoditta tuberculata
Lophoditta tuberculata (лат.) — вид чешуекрылых из подсемейства совок-пядениц. Описан немецким энтомологом Геррих-Шеффером в 1870 году. Единственный вид в роде Lophoditta.

## Описание
У самцов щупики изогнутые, второй членик слегка бахромчатый. Усики с пучком волосков около середины. Голени передних ног с отростком из волосков. Голени средних ног сильно опушены. Задние бедра с длинной бахромой. Передние крылья с острой вершиной.

## Распространение
Встречается на Кубе и Пуэто-Рико.